# 佐々木伸彦
佐々木 伸彦（ささき のぶひこ、1955年〈昭和30年〉1月28日 - ）は、日本の経済産業官僚。第13代日本貿易振興機構理事長。

## 来歴
秋田県秋田市出身。1979年（昭和54年）3月、東京大学法学部を卒業し、同年4月、通商産業省へ入省。配属先は資源エネルギー庁原子力産業課。1981年（昭和56年）4月、大蔵省銀行局中小金融課。1986年（昭和61年）6月、カリフォルニア大学バークレー校政治学修士課程を修了。
入省以来、通商政策における二国間、多国間の交渉等に携わり、外務省OECD代表部一等書記官、同参事官、経済産業省大臣官房審議官（貿易経済協力局担当）、日本貿易振興機構北京センター所長などを歴任。
2010年（平成22年）7月30日、通商政策局長に就任。
2012年（平成24年）9月14日、経済産業審議官に就任。2013年（平成25年）6月28日、退官。
2013年（平成25年）10月1日、東京海上日動火災保険顧問に就任。
2015年（平成27年）9月、富士通顧問に就任。翌2016年（平成28年）4月、同社執行役員専務に就任。その後、同社CSOを経て、2018年（平成30年）4月、同社執行役員副会長に就任。
2019年（平成31年）4月1日、独立行政法人日本貿易振興機構理事長に就任。